# Rinite
Rinite é a irritação e inflamação da membrana mucosa no interior da cavidade nasal. Entre os sintomas mais comuns estão a congestão nasal, fluxo nasal abundante, espirros e acumulação de muco na garganta ou parte posterior do nariz. O tipo de rinite mais comum é a rinite alérgica, que é geralmente desencadeada por alergénios presentes no ar, como o pólen ou o pêlo de animais. A rinite alérgica pode causar sintomas adicionais, como coceira no nariz, tosse, dores de cabeça, fadiga, sensação de mal-estar e diminuição das capacidades cognitivas. Os alergénios podem também afetar os olhos, causando coceira, vermelhidão e lacrimejar.
A inflamação da membrana mucosa na rinite pode ser causada por vírus, bactérias, irritantes ou alergénios.
A inflamação faz com que o corpo produza grande quantidade de muco, que se acumula e congestiona o nariz e a garganta. No caso da rinite alérgica, a inflamação é causada pela degranulação dos mastócitos no nariz. Ao degranularem-se, estas células libertam histamina e outras substâncias químicas, o que dá origem a um processo inflamatório que pode causar sintomas fora do nariz, como a fadiga e mal estar. A rinite infecciosa pode por vezes levar a complicações como pneumonia, quer viral quer bacteriana.
A rinite é uma doença muito comum, embora a sua prevalência varie significativamente entre países. A prevalência entre crianças entre os 6 e 7 anos varia entre 0,8% e 14,9%. Entre os 13 e 14 anos varia entre 1,4 e 39,7%. Entre os adultos varia entre 5,9% em França e 29% no Reino Unido.

## Tipos

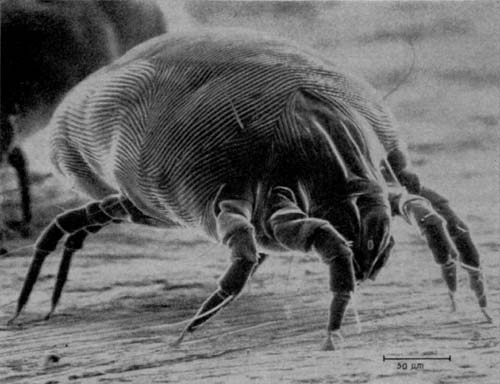
O ácaro é considerado o principal causador de alergia respiratória nos seres humanos.

A rinite pode ser não-alérgica ou alérgica. A não-alérgica é geralmente causada por inflamação que não decorre de alergia ou por problemas na própria anatomia das vias nasais. Já a rinite alérgica, que é a forma mais comum de rinite, é causada por alérgenos presentes no ar, como o pólen, ácaro e a própria pele ou pelos de animais, mas também pode ser provocada devido a reação alérgica à coceira, produtos químicos, cigarros e remédios.

## Sintomas
Os sintomas típicos incluem: Escorrimento de secreção
do nariz (coriza), entupimento nasal, coceira no nariz, ardor nos olhos e espirros constantes. Também pode ocorrer tosse, diminuição do olfato, dor de cabeça e falta de ar. 

## Diagnóstico
O diagnóstico da rinite é feito pelo médico através da anamnese e do exame clínico, com auxílio de exames complementares, como os testes cutâneo-alérgicos, dosagem de IgE específica, rinomanometria, rinometria acústica, citologia de secreção nasal e prova de provocação nasal.

## Tratamento
As práticas mais eficientes no tratamento da rinite alérgica são nebulizações, irrigações e pulverizações nasais com água quente termal sulfurosa. As contraindicações são praticamente inexistentes e os custos associados à realização destes tratamentos são geralmente muito económicos. Sendo um tratamento seguro e livre do uso de farmacologia, embora seja procurado por todas as faixas etárias, tem especial importância no tratamento da rinite aguda ou crónica infantil, evitando que estas iniciem precocemente um processo medicamentoso químico.
São várias as unidades termais em Portugal com água sulfurosa, entre as quais se podem destacar as Termas Sulfurosas de Alcafache e as Termas São Pedro do Sul.
Outros tratamentos consistem em afastar as causas como os alérgenos ambientais, no caso da rinite alérgica, na terapia farmacológica (corticosteróides, anti-histamínicos e descongestionantes) e na dessensibilização